# Aldano

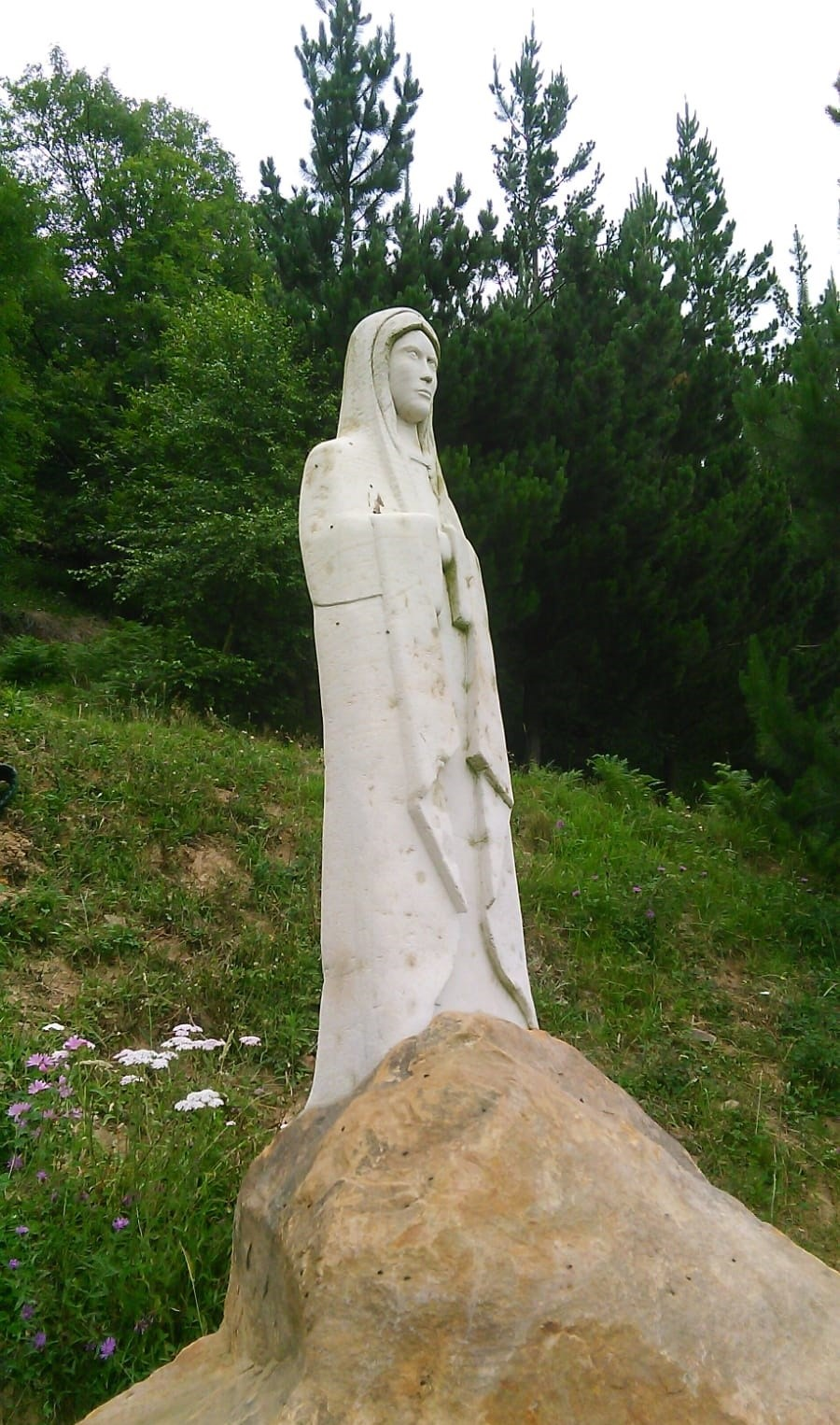
Escultura en piedra de Nuestra Señora de las Nieves en Aldano.

Aldano es una localidad del municipio cántabro de San Pedro del Romeral, en España. En el año 2024 tenía una población de 20 habitantes. Se encuentra a 600 m s. n. m., en la parte occidental del municipio, cerca de Luena. Dista 8 kilómetros de la capital municipal. También es el masculino del nombre "Aldana", con origen Céltico que significa hombre lleno de experiencia.
Aldano, cuenca fluvial afluente del Río Pas que pertenece al Ayuntamiento de San Pedro del Romeral pero a la feligresía de Entrambasmestas. Existió una iglesia en la localidad, destruida en la Guerra Civil, con advocación a la Virgen de las Nieves cuya fiesta se celebra el 30 de octubre. Cuenta con los lugares de Aldano, Los Picones, Hornal y Buznuevo en la ladera Este y El Hoyuelo y La Acebosa en la Oeste, además de El Sel en el nacimiento del rio Aldano y Riolangos en la desembocadura al juntarse al Rio Pas.

## Historia
Se desconoce el origen exacto de la citada localidad, pero como ocurre con toda la zona pasiega, se produce una población dispersa orientada a la ganadería durante la Baja Edad Media. Ya en la época inicial de los Monteros de Espinosa se citaba al río Aldano como zona de Montería y lugar de pasto de ganados. En el primer documento que se tiene referencia de la zona es en el Libro de Montería de Alfonso XI escrito entre 1325 y 1350 donde se considera una entidad jurisdiccional conjunta con el nombre de los Montes de Pas. Estaba compuesto por los valles de Pas, Yera, Viaña, Barcelada, Troja y Aldano y eran considerados como lugares de cacería y pastos con jurisdicción real. Importante resaltar que Rio Aldano y Rio Langos en sentencia judicial de 1534 pasaron a pertenecer a los Montes de Pas, pues hasta entonces pertenecieron al Toranzo medieval. Durante la Edad Media, San Andrés de Luena, cabecera del valle de Toranzo, perteneció a la casa de Castañeda, así aparece como lugar solariego en el Becerro de Castilla en 1352.
En el Padrón de Hidalguía de Entrambasmestas del año 1754 aparecen en Aldano 46 familias y un total de 175 personas vivas y todas ellas con la calidad de Hidalgos. El linaje principal era el López-Ortiz que contaba con ocho cabezas de familia. Otros linajes de la localidad en 1754 eran: los Ortiz de la Torre con cuatro familias, con tres los Oria del Prado y con dos familias los Gómez de Porras, los Gutiérrez-Pacheco, los Martínez-Samperio, los Gómez-Fraile y los Gutiérrez de Villegas.
A mitad del siglo XVIII en el rio de Aldano había tres molinos de una rueda que molían un mes con utilidad de dos celemines cada uno de producción según cita Carmen González Echegaray en su libro sobre el valle de Toranzo.

## Evolución de la población
Hasta el siglo XIV, en que se comenzaron a realizar los primeros cerramientos de prados en los Montes de Pas, la zona era de pastoreo con derechos de Achería y Montazgo que el Conde Sancho García de Castilla cedió al Monasterio de Oña en 1011. Posteriormente, en 1396 el Rey Enrique III de Castilla concede a los Monteros los derechos de pasto en Espinosa y sus valles. De esta forma se convierte la zona en el ámbito privativo de los Monteros, que además de su presencia en la corte, son los alcaldes de la villa y dueños de la explotación ganadera con sus familiares y criados. Se constituye así la presencia de una nobleza ganadera para la producción mercantil de quesos y mantequilla ya desde el siglo XIV, que da lugar a los mercados semanales del siglo XV y que aún perduran.
Desde el siglo XIV y especialmente a partir de 1561 cuando se legalizan los cerramientos, es cuando el poblamiento de los Montes de Pas aumentó vertiginosamente. La mayoría de los pobladores eran familiares de los Monteros de S.M. y en algunos casos eran sus criados. La expansión fue tan rápida que ya en el Padrón del año 1754 llegaban a ser 172 almas en Aldano. En un gráfico de habitantes en 1960, del libro Los pasiegos de Adriano Garcia Lomas, aparece Aldano con 51 viviendas, 96 cabañas y un total de 172 habitantes, solamente detrás de la villa de San Pedro del Romeral con 287 y La Sota con 194 habitantes.
En la segunda mitad del siglo XX, al igual que en el resto de España se produjo la despoblación rural y especialmente a raíz de la entrada de España en Europa, hasta llegar a los solamente 22 habitantes que estaban censados en el año 2008.

## Cultura y actividades
- Al lado de la actual bolera de Aldano, sobre una peña se encuentra una estatua de tamaño natural cuya escultura ha sido realizada en piedra y corresponde a Nuestra Señora de las Nieves, patrona del valle y cuya festividad se celebra con la proximidad del invierno en la última semana de octubre de cada año.
- Existió hasta 2013 la Peña de bolos Aldano, que fue Subcampeona de la I Liga regional y cuyos jugadores consiguieron numerosos trofeos en los distintos campeonatos de Bolo pasiego, modalidad tradicional que la Real Federación Cántabra de Bolos rehabilitó por el año 2000.